# Åke Nilsson (Leichtathlet)

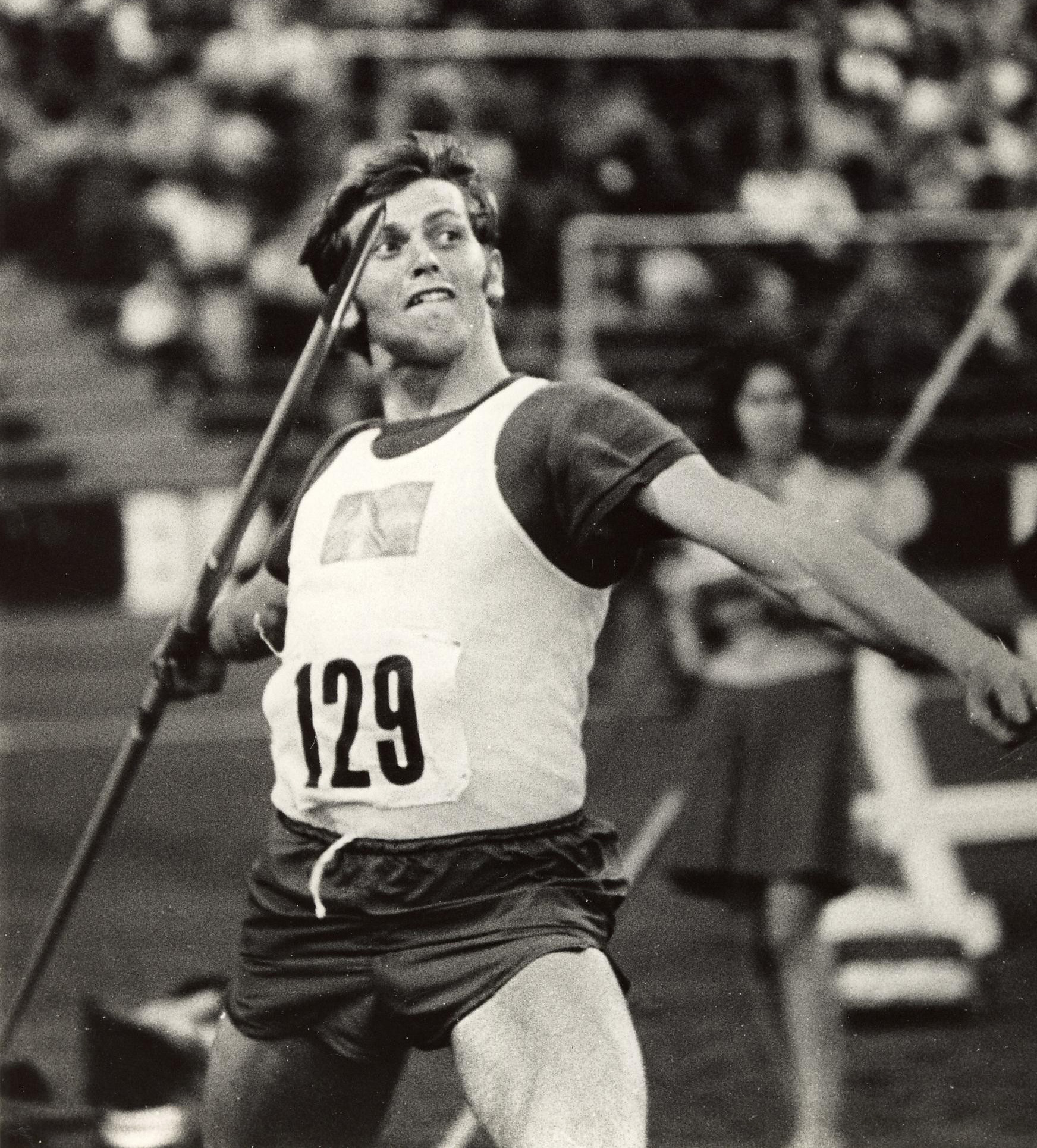
Åke Nilsson, 1968

Åke Nilsson (Karl Åke Nilsson; * 29. April 1945 in Bollnäs) ist ein ehemaliger schwedischer Speerwerfer.
1964 gewann er Bronze bei den Europäischen Juniorenspielen in Warschau. Bei den Olympischen Spielen 1968 in Mexiko-Stadt wurde er Sechster.
1968 und 1969 wurde er Schwedischer Meister. Am 11. September 1968 stellte er in Rom mit 87,76 m einen nationalen Rekord auf, der bis 1977 Bestand hatte.